# Orbeasca de Jos, Teleorman
Orbeasca de Jos este satul de reședință al comunei Orbeasca din județul Teleorman, Muntenia, România.